# Joan Fontcuberta
Joan Fontcuberta i Villà, né le 24 février 1955 à Barcelone, est un photographe plasticien contemporain espagnol d'origine catalane. 
Ses œuvres sont exposées au MoMA de New York et au Centre national d'art et de culture Georges-Pompidou à Paris. Il gagne plusieurs prix de photographie, dont le Prix national de la photographie (1998), et il est fait chevalier des Arts et des Lettres en 1994 pour son œuvre photographique ; mais également de littérature, avec le Prix national de l'essai en 2011 pour un essai sur la photographie.   

## Biographie

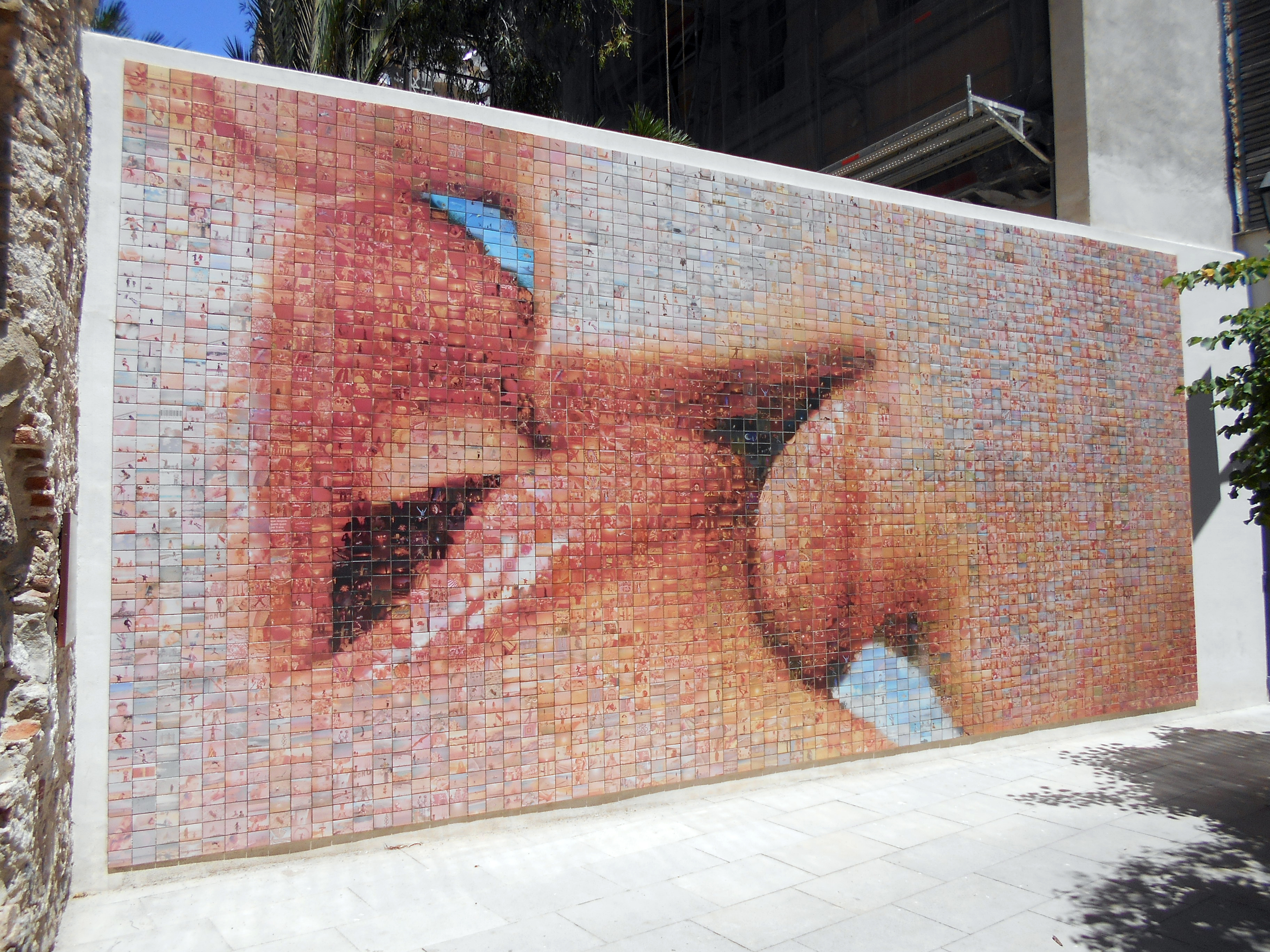
El mundo nace en cada beso (Le monde est né dans chaque baiser), photomosaïque, 2014, avec la collaboration du céramiste Antoni Cumella. Barcelone, place d’Isidre Nonell.

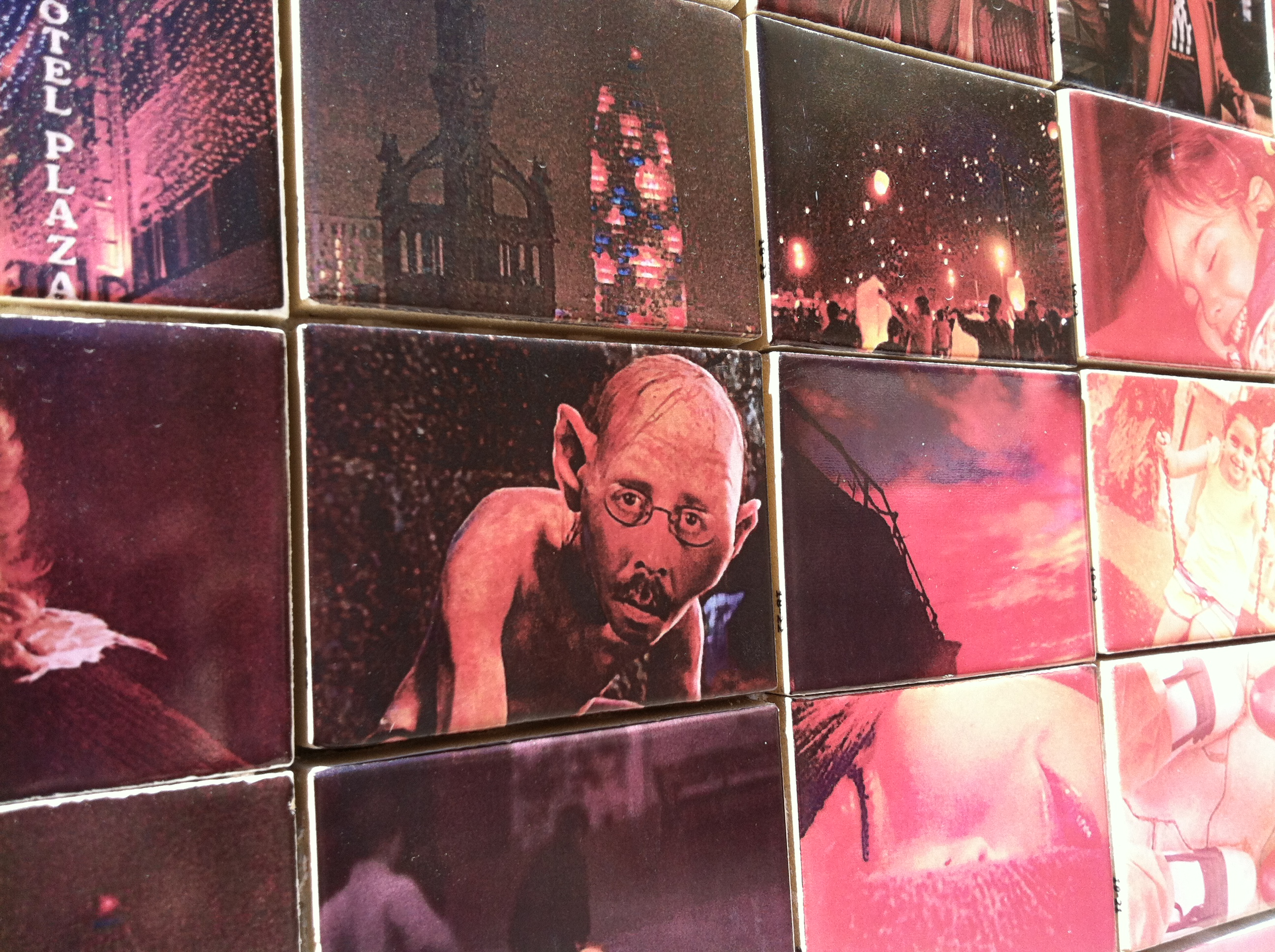
El mundo nace en cada beso, détail à partir duquel certaines images qui composent l’œuvre sont visibles. Ils se démarquent de près, tandis qu’avec un certain détachement leurs tons déterminent une apparence différente.

Diplômé en sciences de l'information, Joan Fontcuberta a été professeur à l'université Pompeu Fabra de Barcelone et à l'université Harvard de Cambridge. Il a fondé, en 1980, la revue Photovision.
Joan Fontcuberta a obtenu en 1998 le prix national de la photographie (Espagne).
Tenant de la photographie plasticienne, depuis les années 1970, il est créateur, théoricien, critique, historien et enseignant - domaines dans lesquels il a publié de nombreux ouvrages. Il produit en particulier des images photographiques retravaillées via l'outil informatique. Il utilise tous les artifices possibles : photomontage, découpage, falsification de documents pour détourner la réalité.
Il réalise des « documenteurs » ou bien des « mockumentary ». Il s'agit de faux reportage brisant le quatrième mur. Fontcuberta joue avec les seuils et les codes de l'objectivité liés aux espaces de diffusion. Il réalise notamment Fauna et Hydropithèques.[réf. souhaitée]

## Prix, récompenses et honneurs
- 1988 : médaille David Octavius Hill
- 1994 :  Chevalier de l'ordre des Arts et des Lettres
- 1998 : prix national de la photographie
- 2011 : Prix national d'Essai, pour La cámara de Pandora: la fotografí@ después de la fotografía
- 2013 : prix Hasselblad[6]
- 2022 : doctorat honoris causa de l'Université Paris-VIII-Vincennes-Saint-Denis

## Œuvres

### Fauna
Dans cette série créée entre 1985 et 1989, l'artiste prétend montrer des animaux chimériques qu'il aurait découverts, empaillés, en Écosse, à partir des recherches d'un professeur scientifique,mystérieusement disparu. Dans son bestiaire apparaissent : des serpents à pattes, des singes ailés, des oiseaux à carapace et même un monstre du Loch Ness. Il a lui-même fabriqué ces monstres, constitués de parties réelles d'animaux empaillés. Pour rendre cette œuvre plus réaliste, Fontcuberta a créé de faux documents prouvant l'existence de ces animaux.

### L'Île aux Basques
Cette œuvre relate les exploits des pêcheurs basques qui partaient pêcher le krill sur le fleuve Saint-Laurent au XVIe siècle.

### Herbarium(1984)
Cette série présente des plantes imaginaires, réalisées à partir de déchets provenant notamment de son jardin avec une telle minutie qu'elles semblent réelles. La rigueur de la prise de vue et des tirages en noir et blanc parodient la posture documentaire et fait penser aux travaux de Karl Blossfeldt.

### Miracles & Co(2002)
S’articulant autour de l’illusoire et du grand-guignol, Miracles & Co de Fontcuberta est un faux reportage photo, dans lequel Fontcuberta se glisse dans la peau d’un journaliste enquêtant sur des moines orthodoxes finlandais faiseurs de miracles, et découvre une véritable arnaque religieuse. Selon un scénario abracadabrant, Fontcuberta-reporter découvre que les moines en question ont engagé des prestidigitateurs, pour réaliser des simulacres de lévitation, ou faire apparaître le visage du Che sur une tranche de jambon. Selon Foncuberta, « cet essai photographique fait une référence critique à la foi religieuse, au fanatisme, à la superstition, au paranormal, et à la crédulité. »
Révélé par le site Rue89, 35 tirages photographiques de cette œuvre de Joan Fontcuberta ont été volés en septembre 2010. Selon le site d’actualités, il s’agit là d’une première en Europe.

### Orogenesis(2002)
Dans cette série, l'auteur utilise un logiciel nommé Terragen, initialement créé pour des applications militaires et scientifiques, dont l'intérêt est de partir de cartes géographiques en 2 dimensions pour construire des paysages en 3 dimensions réalistes. Mais il détourne l'usage du logiciel et, au lieu d'utiliser des cartes géographiques ou des textures représentant la nature, utilise diverses textures comme de la peau, des peintures ou photographies. Il produit ainsi des paysages splendides, extrêmement réalistes et plausibles, mais qui sont de pures fictions. La série, comme googlegrams, pose la question des limites de la représentation à l'heure du numérique.

### Googlegrams(2005)
Dans cette série, Joan Fonctuberta détourne des images qui sont devenues des icônes de notre temps et les réinterprète en utilisant un logiciel libre de création de mosaïques d'images. Les milliers d'images constitutives de la mosaïque ont été recherchées sur internet par Joan Fontcuberta en utilisant Google. À chaque image est associée plusieurs mots-clés de recherche. Par exemple, son googlegrams n°17, intitulé L'Autre, est la photographie prise en Inde d'une main féminine ornée de motifs au henné. Celle-ci est composée d'environ six mille images trouvées à partir des mots-clés "l'autre", "el otro" et "the other". L'intention de l'auteur était de faire une critique ironique de la croyance que les gens partagent sur internet, cette « conscience universelle, exhaustive et démocratique » qui se réfère au concept récent de noosphère.

### Les Hydropithèques(2003-2012)
Dans le cadre du VIAPAC, Joan Fontcuberta a conçu un dispositif artistique tout entier dévolu à la falsification : prétendu journaliste scientifique du National Géologic, Fontcuberta propose une excursion à la recherche de fossiles d’Hydropithèques découverts au début des années 1950 par l’abbé Fontana. Mi animal, mi humain, leur squelette se termine par une queue de poisson. Une découverte surprenante pour les anthropologues évolutionnistes. Les sirènes, ces êtres que l’on pensait légendaires, seraient-elles le chaînon manquant entre l’Homme et les mammifères marins ?…
Les cinq sites de Haute-Provence représentent différentes étapes dans la progression du niveau d'organisation sociale chez ces hominidés :
- Le solitaire : Musée-Promenade, Digne-les-Bains (44.1094°N – 6.2258°E)
- Les amoureux : vallée du Bès, La Robine-sur-Galabre (44.2068°N – 6.2736°E)
- La Sainte Famille : vallée du Bès, Barles (44.2715°N – 6.298°E)
- Troupeau d’Hydropithèques : vallée de la Haute-Bléone, Prads-Haute-Bléone (44.1856°N – 6.4249°E)
- Scène de crime : vallée de l’Arigéol, Prads-Haute-Bléone (44.2351°N – 6.411°E)

### Deconstructing Osama(2007)
Cette œuvre prend le livre comme objet de détournement. Il s'agit d'un mock bock. Ce livre relate l'histoire de Manbaa Mokfhi, un acteur engagé pour jouer un djihadiste. 
Cette œuvre est structurée en deux parties : 
- Un paratexte déchiffrable (qui est l'encadrement métadiégétique) en langue française avec des codes éditoriaux visuels et textuels connus des lecteurs.
- Un texte en arabe avec des images photographiques. Ce texte s'avère finalement être des recettes de cuisine ainsi que des extraits des Mille et une nuits.

Le lecteur est donc face à un objet qu'il ne peut déchiffrer en entier. Il ne peut qu'adhérer au paratexte qu'il comprend et est donc condamné à rester au seuil de l'œuvre. 
Fontcuberta joue avec son œuvre: les personnages portent des noms d'une œuvre d'Hergé, Le Crabe aux pinces d'or. Il joue aussi avec les codes éditoriaux dans les pages de crédit. Il se plait à ébranler les codes formes d'autorité du livre.
Fontcuberta dans ce livre nous met face à l'orientalisme et comment les Occidentaux se construisent une mythologie de l'Orient, ce qui influe sur leur réception de l'œuvre. 
Ce livre aborde la théorie du complot et Fontcuberta est sceptique à l'égard des sceptiques. Il se met dans la peau d'un journaliste dénonçant les faux-documentaire alors qu'il en produit lui-même.

## Collections
- Le Château d'eau, Toulouse
- Centre national des arts plastiques, Paris
- FRAC Alsace, Sélestat
- FRAC Bourgogne[11], Dijon
- Musée Gassendi, Digne-les-Bains
- Réserve naturelle géologique de Haute-Provence, Digne-les-Bains

## Expositions

### Expositions personnelles
- 2000 : Les Sirènes de Digne, CAIRN – Centre d’Art, Digne-les-Bains (France)
- 2005 : Miracles et Cie, Rencontres Internationales de la Photographie, Arles (France)
- 2006 : Googlegrams, Zabriskie Gallery, New-York (États-Unis)
- 2008 : 'Sputnik, Musée Gassendi, Digne-les-Bains (France)
- 2012 : VIAPAC - À travers la montagne, Il Filatoio, Caraglio (Italie)
- 2014 : Camouflages, Maison européenne de la photographie, Paris (France)

### Expositions collectives
- Science/Fiction — Une non-histoire des plantes, une histoire visuelle des plantes du XIXe siècle à nos jours, réunissant plus de 40 artistes de différentes époques et nationalités, parmi lesquels, entre autres, Anna Atkins, Henry Bradbury, Albert Renger-Patzsch, Karl Blossfeldt, Imogen Cunningham, Horst P. Horst, Edward Weston, Laure Albin-Guillot, des cinéastes comme Friedrich Wilhelm Murnau ou Philip Kaufman et des artistes contemporains comme Joan Fontcuberta, Sam Falls, Pierre Joseph, Jochen Lempert (de), Angelica Mesiti (en), Richard Tepe ou encore Agnieszka Polska, Maison Européenne de la Photographie, du 16 octobre 2024 au 19 janvier 2025  [12]